# 白浜ブルースカイ号
白浜ブルースカイ号（しらはまブルースカイごう）は、かつて京都府京都市と和歌山県西牟婁郡白浜町を結んでいた高速バスの路線愛称である。なお路線名は、明光バスでは「白浜京都線」、近鉄バスでは「白浜特急線」と呼称していた。
2022年1月31日の運行を最後に路線廃止された。以下、運行廃止時点のデータを記す。

## 運行会社
- 明光バス （白浜営業所）[1]
- 近鉄バス （京都営業所）[2] - 2016年3月25日まで、以降は京都側の運行支援のみ。

## 運行内容
- 便数：昼行便、1日2往復。
- 所要時間：片道約205キロを4時間10分余で運行。

## 沿革
- 2010年11月12日 - 国土交通省に認可申請[3]。
- 2011年2月19日 - 運行開始。[要出典]
- 2011年 6月6日 - 7月1日より、「高速京田辺」停留所を新設、及び10回乗車で1回無料乗車できるポイントカードを導入する、と発表。
- 2011年 7月1日 - 「高速京田辺」停留所新設、及びポイントカード新規導入[4]。
- 2011年11月1日 - 「印南」停留所新設[5][6][7]。
- 2016年3月19日 - 望洋台・南部（梅ヶ丘）のバス停を廃止。
- 2016年3月26日 - 近鉄バスが撤退し、明光バスの単独運行となる。同時に時刻改正。[要出典]
- 2019年4月1日 - 南紀白浜空港停留所を新設、下り3号・上り2号を白浜バスセンター - 南紀白浜空港間で延伸。
- 2022年2月1日 - 路線廃止[1][2]。

## 運行経路
京都駅八条口（新・都ホテル前） - 高速京田辺 ⇔ 印南 - みなべ役場前 -  芳養駅前 - 田辺市役所前（文化会館前） - 田辺駅前 - つぶり坂 - とれとれ市場前 - 古賀浦 - 白浜桟橋 - 白浜（バスセンター） - 湯崎 - 新湯崎  - 千畳口 - 三段壁 - 南紀白浜空港 - エクシブ白浜 - アドベンチャーワールド※
- 京都府内だけ、和歌山県内だけの利用はできない。
- 下り3号・上り2号は南紀白浜空港始発・終着。
- 休憩箇所
  - 白浜行： 阪和道　岸和田SA（15分～20分程）、印南SA（15分）
  - 京都行： 阪和道　印南SA（15分）、岸和田SA（15分）

## 車両
- 両者とも原則として、3列独立シート車両を使用した。
- ただし近鉄便では、繁忙期には3列独立シート車が夜行路線の続行便に貸し出されることが多かったため、その際は4列シート車が使用された。代車の4列シート車も原則としてトイレ付きだったが、配車の都合上でトイレ無しの貸切車となる場合もあった。